# Bojan Golija
Bojan Golija, slovenski slikar in grafik, * 26. maj 1932, Maribor, † 14. januar 2014, Maribor.
Bojan Golija se je rodil v Mariboru leta 1932. Leta 1954 je diplomiral na Akademiji za likovno umetnost v Ljubljani, nato pa po dveh letih opravil specialistični študij na grafični specialki pri profesorju Božidarju Jakcu. Leta 1957 je študijsko potoval na Japonsko, kjer je bival sedem mesecev. Po vrnitvi se je zaposlil kot učitelj risanja na Osnovni šoli v Kamnici pri Mariboru, nato na Mariborskem učiteljišču in na Pedagoški gimnaziji. Bil je med prvimi profesorji na Pedagoški akademiji, kasneje Pedagoški fakulteti Univerze v Mariboru, kjer se je kot redni profesor upokojil leta 1998. Leta 1999 mu je Senat Univerze v Mariboru podelil naziv zaslužni profesor.

## Zgodnje življenje in delo
Bojan Golija se je rodil v delavski družini na Studencih v Mariboru. Že pri sedemnajstih letih je bil sprejet na Akademijo za likovno umetnost v Ljubljani, kjer je leta 1956 opravil grafično specialko pri profesorju Božidarju Jakcu. Golijeva marljivost in ustvarjalni zagon sta presunila Jakca. Oklical ga je za svojega najboljšega učenca in z njim spletel iskreno prijateljstvo, ki je Goliji predvsem v mladih letih bilo v velik navdih in oporo. Jakčev vpliv je zaznamoval Golijeve zgodnje grafike, predvsem obsežen cikel litografij nastal v času študija, v katerem prevladujejo ekspresivni kontrasti in socialna nota. 
Po obsežnem sklopu litografij, je Golija v drugi polovici petdesetih let ustvaril cikel lesorezov s primorsko motiviko. V teh delih se je odmaknil od risarskih nadrobnosti ujetih v litografijah k bolj stilizirani in polskovitejši gradnji motivov, ki je strukturirala grafični list s pozorno vzpostavljeno dinamiko črno-belih kontrastov in ostro razmejenih površin.
Ta način izluščevanja motivov na njihove ključne komponente in stiliziranja opazovanga na večje, lirične preplete pozitivnih in negativnih form v leseni matrici, je Golija pomembneje spoznal na Japonskem. Na povabilo Sabura Kurate, predsednika svetovnega združenja likovnih pedagogov, in Atsua Imaizumia, direktorja Narodnega muzeja moderne umetnosti v Tokiu, je leta 1957 za eno šolsko leto, kot prvi slovenski umetnik po vojni, odpotoval v deželo vzhajajočega sonca. Tam je do potankosti spoznal tehniko japonskega lesoreza in se od blizu seznanil z vsemi stopnjami likovnega izobraževanja, kateremu so na Japonskem namenjali veliko več pozornosti kot je je Golija bil vajen od doma. 
Japonska izkušnja je bila prelomnica v Golijevem ustvarjanju. V njegovo delo je vnesla barvo in pretanjen občutek za dekorativnost linije, pomembno je vplivala na njegovo prostorsko obravnavo kompozicije, ter v umetniku vzbudila občutljivost za kulturno dediščino in bogato likovnost naravnega sveta.    

## Pedagoško delo in nadaljnja umetniška pot
Po vrnitvi v Maribor in odsluženemu vojaškemu roku se je Golija zaposlil na osnovni šoli v Kamnici. Že na Japonskem ga je prevzela likovna kultura najmlajših in rad je občudoval otroško kreativnost. V zgodnjih šestdestih letih se je tako Golija predal pedagoškemu delu, ki je, kot je sam pravil, doživljenjsko ostalo njegovo temeljno poslanstvo. Bil je pionir pri uvajanju grafičnih tehnik v osnovnošolski pouk in kasneje je kot šolski inšpektor pomembno pripomogel k uvajanju grafike v osnovne šole. Od osnovnošolskega učitelja je napredoval v gimnazijskega profesorja, leta 1970 pa se je habilitiral na Pedagoški akademiji v Mariboru, kjer je predaval grafično oblikovanje in pisave. Sodeloval je pri številnih otroških likovnih kolonijah in srečanjih ljubiteljev likovne umetnosti, z deli svojih učencev pa je dosegal izjemne uspehe na mednarodnih bienalih otroške umetnosti. Leta 1978 je za pedagoške dosežke prejel diplomo zaslužnega likovnega pedagoga Jugoslavije.
Ob vrnitvi v Maribor je Golijevo zanimanje pritegnila motivika ljudske dediščine, ki jo je predvsem na podeželju, kamor je vse pogosteje zahajal, vztrajno najedal zob časa. Že v študentskih letih se je kot zunanji sodelavec Pokrajinskega muzeja Maribor srečeval z etnografskimi značilnostmi pokrajin severo-vzhodne in vzhodne Slovenije, bivanje na Japonskem pa ga je dodatno spodbudilo, da je bolj cenil slovensko kulturno dediščino in se v svojih delih poglobil v velikokrat spregledano likovnost slovenskega ljudskega oblikovnega izročila. Na svojstven način je spojil slogovnost japonskih lezorezov s slovensko etnografsko obarvano motiviko in tako ustvaril barvne lezoreze starega Maribora, abstrahiranih opečnatih pročelij in rezljanih kmečkih timpanonov iz vzhodne Slovenije, kasneje, v zgodnjih osemdesetih letih, pa se je z unikatnimi barvnimi odtisi poklonil še ribniški suhi robi.
Od poznih šestdesetih let se je vedno bolj izražalo njegovo zanimanje za rastlinsko motiviko, ki je služila kot navdih za izredno barvite fantazijske kompozicije in za bolj umirjena, lirično kontemplativna dela. Kljub vse bolj abstraktim grafičnim delom, je Golija svoja pozorna opazovanja rastlinskega in živalskega sveta zapisoval v naturalističnih risbah. Kakor v kulturni dediščini in izdelkih domače obrti, tako je Golija tudi v naravi našel zakladnico izredne likovnosti, ki je služila kot izhodišče za njegove stilizirane in fantazijske grafične izpeljave. Umik od večjih odtisnjenih površin, ki bolj detajlirani, dinamični in razčlenjeni gradnji grafičnih listov, zaznamuje Golijeva dela od sedemdesetih let naprej. Ritmične in pozorno nanizane geometrijske oblike v delih iz tega obdobja ustvarjajo vtis mikroskopskega posnetka živih organizmov in spominjajo na kristalinično lepoto molekularnih struktur, ki so z umetnikovim načinom senčenja dobile izrazito trodimenzionalen izgled.
Tako v tehničnem kakor tudi v vsebinskem smislu je Golija vedno znova iskal nove izpeljave. V poznih osemdesetih letih je ustvaril zadnji izključno grafični ciklus del “Iz mojega vrta”, v katerem valovijo in se z izredno preciznimi vrezi v linolejsko ploščo prepletajo minuciozne vejice ter kakor z ivjem pokrite stilizirane rastlinske bilke. Od klasičnih grafičnih tehnik se je vse bolj odmikal k uporabi raznolikih izraznih postopkov s katerimi je ustvarjal unikatne fantazijske kompozicije. Tem je ponekod dodal črke, znamke, fotografije in odtise predmetov iz vsakdanjega sveta ter tako ustvaril kot nekakšen vpogled v posameznikov cerebralni svet, kjer se slike in črke zlivajo z biomorfnimi strukturami. Golijev opus zaključujejo podobe fantazijskih vezij, ki aludirajo na inkovske kipuje in ponekod spominjajo na strukturo možganskega tkiva. V teh delih ponovno pride do izraza umetnikov čut za estetiko linije, ki pa se vse bolj odmika od podlage in se vitalno materializira v prostoru.

## Nagrade in priznanja
Pomembnejše nagrade in priznanja:
- 1962    Zagreb, II. mednarodna razstava risb, nagrada iz fonda “Moša Pijade”
- 1968    Maribor, nagrada mesta Maribor za grafično delo
- 1978    Maribor, diploma Zaslužni likovni pedagog Jugoslavije
- 1978    Maribor, red zaslug za ljudstvo s srebrno zvezdo
- 1980    Maribor, zlata plaketa Zveze kulturnih organizacij Maribor
- 1984    Maribor, zlata plaketa Univerze v Mariboru
- 1984    Maribor, zlata plaketa Pedagoške akademije v Mariboru
- 1984    Maribor, zlati znak Zveze prijateljev mladine
- 1984    Celovec, plaketa slovenske prosvetne zveze Celovec
- 1984    Maribor, plaketa festivala Kurirček
- 1984    Ribnica, Urbanova nagrada
- 1984    Žalec, častni predsednik III. bienala pionirske grafike “Ljudsko izročilo”
- 1989    Ljubljana, Ažbetova plaketa
- 1992    Ljubljana, častni član društva Ex libris Slovenije
- 1995    Šentjakob v Rožu, častni član Koroške likovne kolonije mladih
- 1999    Maribor, naziv zaslužni profesor
- 2008    Maribor, zlata plaketa Zveze kulturnih društev Slovenije